# Catocala lucasi
Catocala lucasi är en fjärilsart som beskrevs av Vorbrodt. Catocala lucasi ingår i släktet Catocala och familjen nattflyn. Inga underarter finns listade i Catalogue of Life.